# Heteronyx tarsalis
Heteronyx tarsalis är en skalbaggsart som beskrevs av Blackburn 1909. Heteronyx tarsalis ingår i släktet Heteronyx och familjen Melolonthidae. Inga underarter finns listade i Catalogue of Life.